# 筒井順正
筒井 順正（つつい じゅんせい、天正12年（1584年） - 寛文11年3月11日（1671年4月20日））は、安土桃山時代から江戸時代にかけての毛利家家臣。筒井順慶の子とする昭和初期の編纂物がある。通称、助九郎、七右衛門尉。

## 概略
筒井順慶には男子の実子がいなかったため、番条五郎を後継者としようとしたが、彼が辞退したため、慈明寺順国（筒井順国）の子・定次が後を継いだ。のち、定次は改易され、一族の福住定慶を最後に大名としての筒井家は断絶した。江戸期には筒井順斎の系統が旗本として存続するが、系譜関係は混乱しており、順慶との関係は詳らかではない。
『毛利家文庫』所蔵の筒井家系譜によれば、毛利家臣筒井氏の祖である順正は、順慶の没後に生まれた実子であり、安芸国で育ち、毛利輝元に仕官したことになっている。また、母は布施春行の娘（松）とされている（妻は島田忠右衛門直可の娘）。慶長10年（1605年）1月3日、七右衛門尉に任ぜられる。寛文11年（1671年）3月11日、88歳で死去。子孫は代々長州藩に仕えている。
なお、本系譜の表書きには「関東大震災において元の系図が消失したため、毛利家所蔵の文書などから新たに編成した」という意のことが記されており、成立自体が昭和4年ときわめて新しく、言葉遣いも現代的である。消失した原本の面貌をどれほど保存しているかはきわめて疑問である。
さらに、母とされる松は『多門院日記』によると順慶没後すぐに出家しており、妊娠していたという記録はない。筒井氏と幾重にも姻戚関係を結んでいた布施一族は、順慶没後も引き続き定次に仕え、その改易後は大坂の陣で豊臣方に属している（布施春行、春次は郡山城攻めに参加している）。様々な同時代資料において、毛利家との関連や大和からの移動は一切語られていない。
以上のような歴史的事実から考え、筒井順正の出自は、後代になってから附会されたものであると考えざるを得ない。